# Caio Canínio Rébilo
Caio Canínio (m. 45 a.C.; em latim: Gaius Caninius) foi um político da gente Canínia da República Romana eleito cônsul sufecto por algumas horas, em 31 de dezembro de 45 a.C., para terminar o mandato do recém-falecido cônsul Quinto Fábio Máximo.

## Família
A gente Canínia era plebeia e o primeiro membro mencionado nas fontes foi Caio Canínio Rébilo, pretor em 171 a.C.. Caio Canínio Rébilo, este cônsul, foi o primeiro da família a alcançar o consulado. Um romano de nome Rébilo foi proscrito pelo Segundo Triunvirato em 43 a.C., mas escapou para a Sicília e se uniu a Sexto Pompeu; William Smith supõe que seja irmão do cônsul de 45 a.C.. Outro Caio Canínio Rébilo foi cônsul sufecto em 12 a.C. e morreu enquanto ocupava o consulado; Smith supõe que ele seja filho do cônsul de 45 a.C..

## Carreira

### Guerras Gálicas

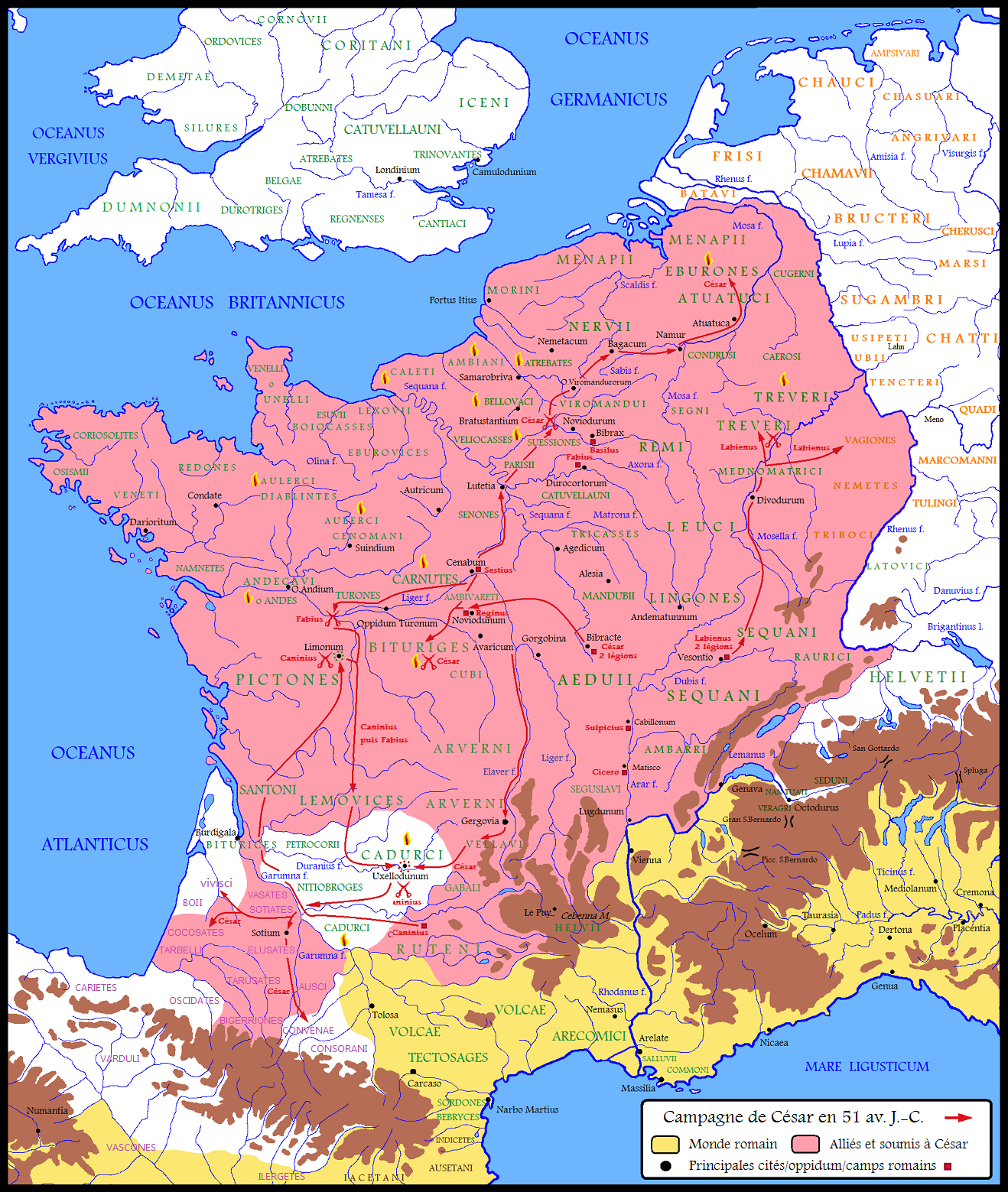
Campanhas de César em na Gália

Rébilo era um homem novo que serviu, como muitos outros, no círculo de aliados de Júlio César durante as Guerras Gálicas, primeiro como tribuno militar (52 a.C.) e depois legado (51 a.C.).
Durante a campanha, avançou para proteger Durácio, um aliado dos romanos que estava sitiado em Lemono, sob ataque das forças de Dumnaco, general dos andes. Por ter uma força menor que o inimigo, Rébilo assumiu uma posição defensiva e resistiu por vários dias ao ataque até que este, após perder muitos homens, desistiu e voltou a cercar Lemono. Canínio informou Caio Fábio sobre o que ocorria e este veio em seu socorro, porém Dumnaco, ao ouvir que Fábio se aproximava, se retirou, e, quando atravessava o Rio Loire por uma ponte, foi atacado por Fábio, que matou vários de seus homens e tomou um grande butim. Durante os estágios finais da guerra, Rébilo comandou duas legiões na encosta sul durante a Batalha de Alésia, justamente o ponto onde as defesas de César eram mais fracas. Com grande dificuldade e com o decisivo apoio de Tito Labieno, Rébilo conseguiu resistir ao último grande ataque à posição romana no local, em 2 de outubro de 52 a.C.. No ano seguinte, foi enviado para perseguir Luctério, o líder dos cadurcos, que fugiu para a fortaleza de Uxeloduno.
Canínio cercou a cidade, dividindo suas forças em três, Tentando emular as táticas utilizadas em Alésia, Rébilo teve que lidar com repetidos ataques vindos da cidade que atrapalhavam a formação de suas fileiras. Numa ocasião, os inimigos saíram com dois mil homens para pegar provisões e se acamparam perto da cidade, porém foram atacados pelos romanos, que aprisionaram Drapes, um dos líderes. Canínio, em seguida, volta ao cerco da cidade, e Caio Fábio logo se juntou a ele. Finalmente César seguiu pessoalmente para lá para assumir o comando da operação. César, vendo que os defensores tinham abundância de grãos, resolveu cortar seu suprimento de água; apesar das dificuldades, os trabalhos foram feitos, levando os cidadãos a se renderem.
César castigou os gauleses cortando as mãos de todos que haviam pego em armas contra ele; Drapes havia ficado sem alimentação e morreu de inanição; Luctério conseguiu fugir, mas foi capturado por 'Epasnato, um arverno e amigo dos romanos, e entregue como prisioneiro a César.

### Guerra civil
Com a irrupção da guerra civil, Rébilo acompanhou César em sua invasão da Itália e foi enviado por ele para até Brundísio numa tentativa — fracassada — de negociar com Pompeu. Em 49 a.C., Rébilo foi enviado como legado de Caio Escribônio Curião, uma tentativa de compensar a falta de experiência militar do cônsul. Já lutando na África contras as forças do rei da Numídia, Juba I, Rébilo pressionou Curião para que se aproveitasse de uma lacuna na linha inimiga e conseguiu a vitória na Batalha de Útica e, depois que ele foi derrotado e morto na Batalha do rio Bagradas, Rébilo foi um dos poucos que conseguiram escapar da província da África.
No ano seguinte, acredita-se que tenha sido eleito pretor e, em 46 a.C., foi novamente enviado para a África, desta vez como propretor, com César, lutando na Campanha de Tapso como responsável pelo cerco de Tapso. Foi ele quem recebeu e aceitou a rendição de Caio Vergílio, o governador pompeiano da África. No ano seguinte, Rébilo acompanhou novamente César, desta vez para a Hispânia e lutou com ele na última batalha dos republicanos, a batalha de Munda, depois da qual tomou a cidade de Híspalis.

### Consulado (45 a.C.)
Em setembro de 45 a.C., César, após renunciar ao cargo de cônsul romano, indicou Quinto Fábio Máximo e Caio Trebônio em seu lugar. No último dia de dezembro do mesmo ano, o cônsul Fábio Máximo morreu repentinamente e César nomeou Rébilo cônsul sufecto pelas horas que faltavam para terminar o ano, uma ato ridicularizado por Cícero, que comentou: "compreenda, portanto, que durante o consulado de Canínio, ninguém tomou café da manhã. Porém, enquanto ele foi cônsul, nenhum mal foi feito, pois ele foi tão incrivelmente vigilante que, durante todo o seu consulado, jamais fechou os olhos".